# 棕背蛇鱔
棕背蛇鱔，又稱棕背蝮鯙，為輻鰭魚綱鰻鱺目鯙亞目鯙科的其中一種，分布於印度西太平洋區，從斯里蘭卡至薩摩亞群島海域，體長可達65公分，為底棲性魚類，生活在珊瑚礁、岩礁區，屬肉食性，生活習性不明。

## 擴展閱讀
維基物種上的相關：棕背蛇鱔